# Helga Völgyi
Helga Völgyi (ur. 23 lutego 1996) – węgierska lekkoatletka specjalizująca się w rzucie młotem.

## Kariera
W 2013 została srebrną medalistką mistrzostw świata juniorów młodszych w Doniecku oraz zajęła ósme miejsce podczas juniorskich mistrzostw Europy. 
Medalistka mistrzostw Węgier oraz reprezentantka kraju w meczach międzypaństwowych i zimowym pucharze Europy w rzutach.
Rekordy życiowe: rzut młotem – 62,48 (3 lipca 2013, Szombathely); rzut młotem (3 kg) – 74,38 (23 czerwca 2013, Zalaegerszeg). 

## Osiągnięcia
| Rok  | Impreza                               | Miejsce               | Lokata     | Wynik |
| ---- | ------------------------------------- | --------------------- | ---------- | ----- |
| 2013 | Zimowy puchar Europy w rzutach        | Castellón de la Plana | 7. miejsce | 60,30 |
| 2013 | Mistrzostwa świata juniorów młodszych | Donieck               | 2. miejsce | 71,95 |
| 2013 | Mistrzostwa Europy juniorów           | Rieti                 | 8. miejsce | 60,42 |